# Nová radnice (Teplice)
Nová radnice v Teplicích je správní budova na náměstí Svobody v Teplicích, vybudovaná v 60. letech 19. století a významně přestavěná rozšířená v 80. letech téhož století. Účelem stavby byla městská spořitelna a sídlo městské stavby, druhému zmíněnému účelu slouží dodnes. Postavena je ve stylu neorenesance a historismu, do jisté míry je inspirována i rundbogenstilem.

## Historie

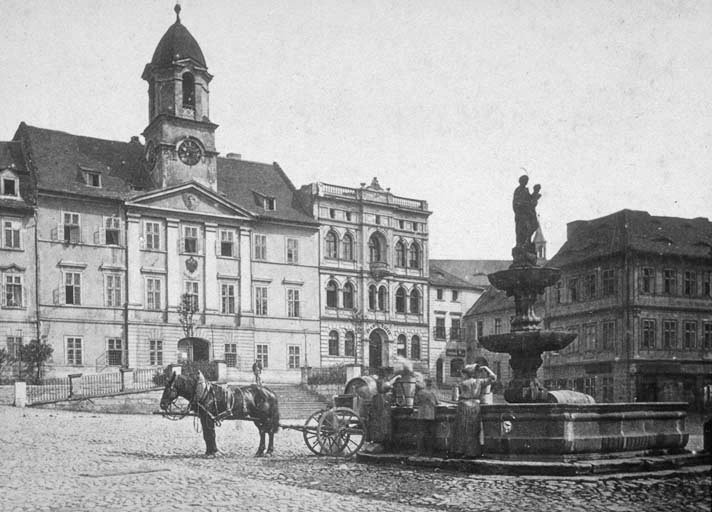
Budovy teplické radnice v roce 1870. Vlevo je stará radnice (s věží) z roku 1806, vpravo vedle ní stojí nová radnice, ještě před dostavbou hlavního traktu a východního křídla. Vpravo od nové radnice stojí dům Zlatý hrozen, který později ustoupil dostavbě radnice.

Zdroje se rozcházejí v tom, proč byla nová radnice vystavěna. Web teplice.majestat.cz uvádí, že důvodem byla nutnost přenechat starou radnici státní správě a okresnímu soudu a z toho plynoucí potřeba zajistit si vlastní sídlo (v mezidobí mezi rokem 1850, kdy byla stará budova odevzdána a dostavěním nové si město dle tohoto zdroje kanceláře pronajímalo); zatímco Dominik Feri ve své monografii Sesterská města Teplice a Šanov uvádí, že k přístavbě nové budovy se přikročilo, neboť původní budova radnice z roku 1806 již potřebám úřadu nepostačovala.
Návrh budovy vytvořil roku 1865 Adolf Siegmund, pozdější teplický starosta, stavbu pak provedla jeho Teplická stavební společnost. Tato stavba s pětiosou fasádou byla tvořena západním křídlem dnešní budovy, využívala ji městská spořitelna a radnice. Vchod byl umístěn v rizalitu, při pozdějších úpravách byl zazděn, na jeho místě je dnes okno.
V 80. letech 19. století a došlo k rozšíření nové radnice a spořitelny o předsunutý ústřední trakt a východní křídlo, postavený na místě domů Zlatý hrozen a Zlatý anděl. Autorem této přestavby je opět Adolf Siegmund. Během přístavby byla upravena i starší část nové radnice – vchod byl přesunut do centrální části budovy, byl odbourán balkon ve druhém patře a byl upraven i rizalitový štít.
Starostou byl v této době době Karl Stöhr.

## Popis
Neorenesanční budova s prvky rudbogenstilu stojí na severní vyvýšené části náměstí Svobody. Je členěna do tří křídel, má suterén, zvýšené přízemí, dvě patra, třetí patro je snížené podkrovní. Patnáctiosou fasádu, bohatě zdobenou novorenesančními štukovými prvky, dělí tři rizality – jeden centrální, trojosý, a dva jednoosé boční. Centrální rizalit je v přízemí prolomen třemi vchody, nahoře jej zakončuje volutový štít s edikulou, na jehož vrcholu se tyčí socha Rolanda, ochránce městských a tržních práv. Edikulu oddělují dva 3/4 korintské sloupy a zdobí ji reliéf teplického znaku – hlava sv. Jana Křtitele na míse. Pod ní je letopočet MDCCCXXXV.
Průčelí je zakončeno atikovou římsou, původně doplněnou ještě balustrádovou atikou – ta však byla ve během 2. polovině 30. nebo 1. pol. 40. let 20. století odstraněna, spolu se štíty nad bočními rizality.
Všechna okna a vchody jsou půlkruhově zaklenuty, se zvýrazněným lichoběžným klenákem, okna suterénu a 3. patra jsou ovšem pravoúhlá. Okenní otvory 1. a 2. patra lemují profilované šambrány.
Patra člení pilastry, v centrálním rizalitu pak 3/4 sloupy. V prvním patře jde o sloupy iónské, ve druhém patře korintské.

## Galerie

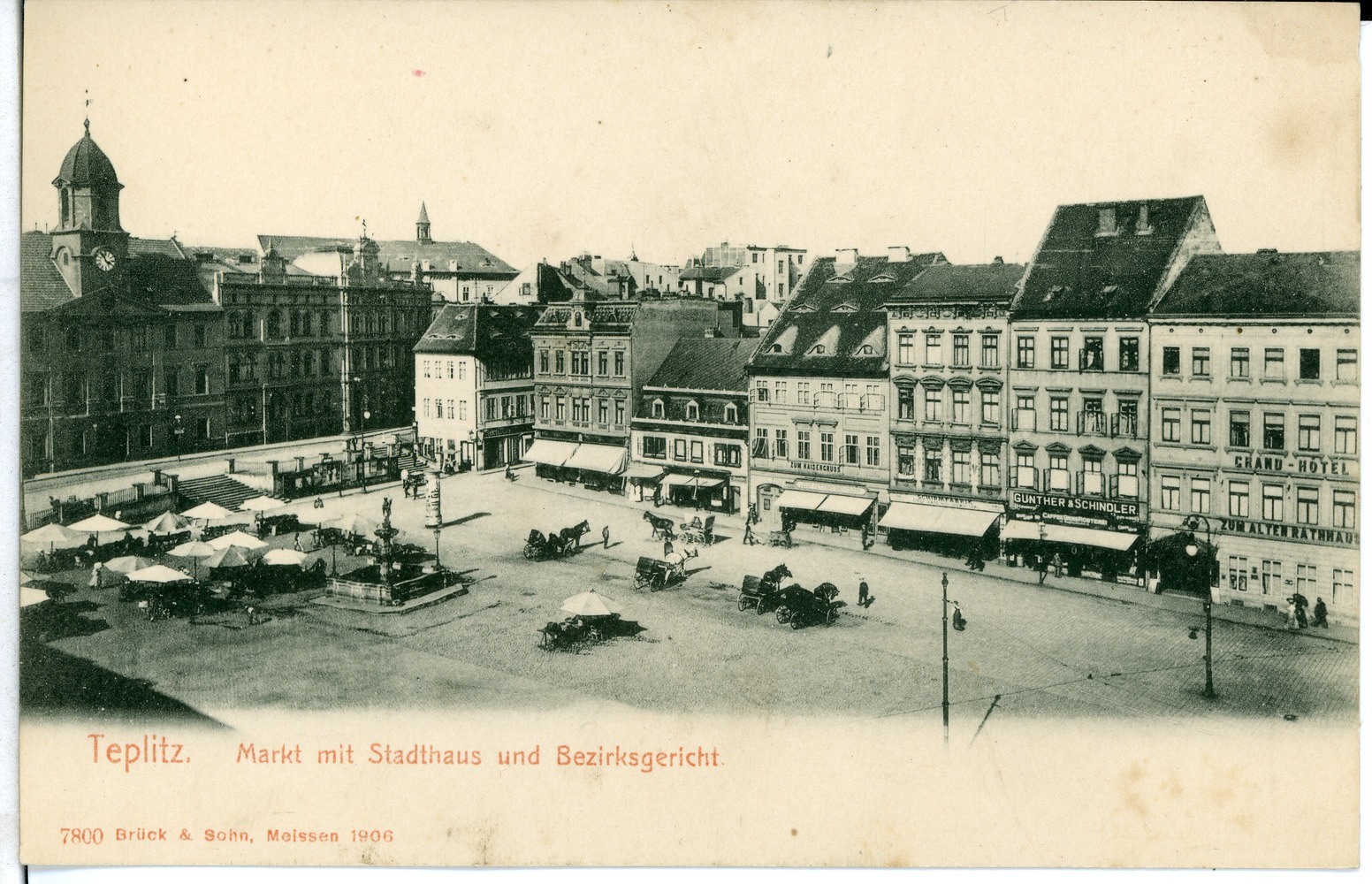
Náměstí Svobody s budovami radnice v roce 1906
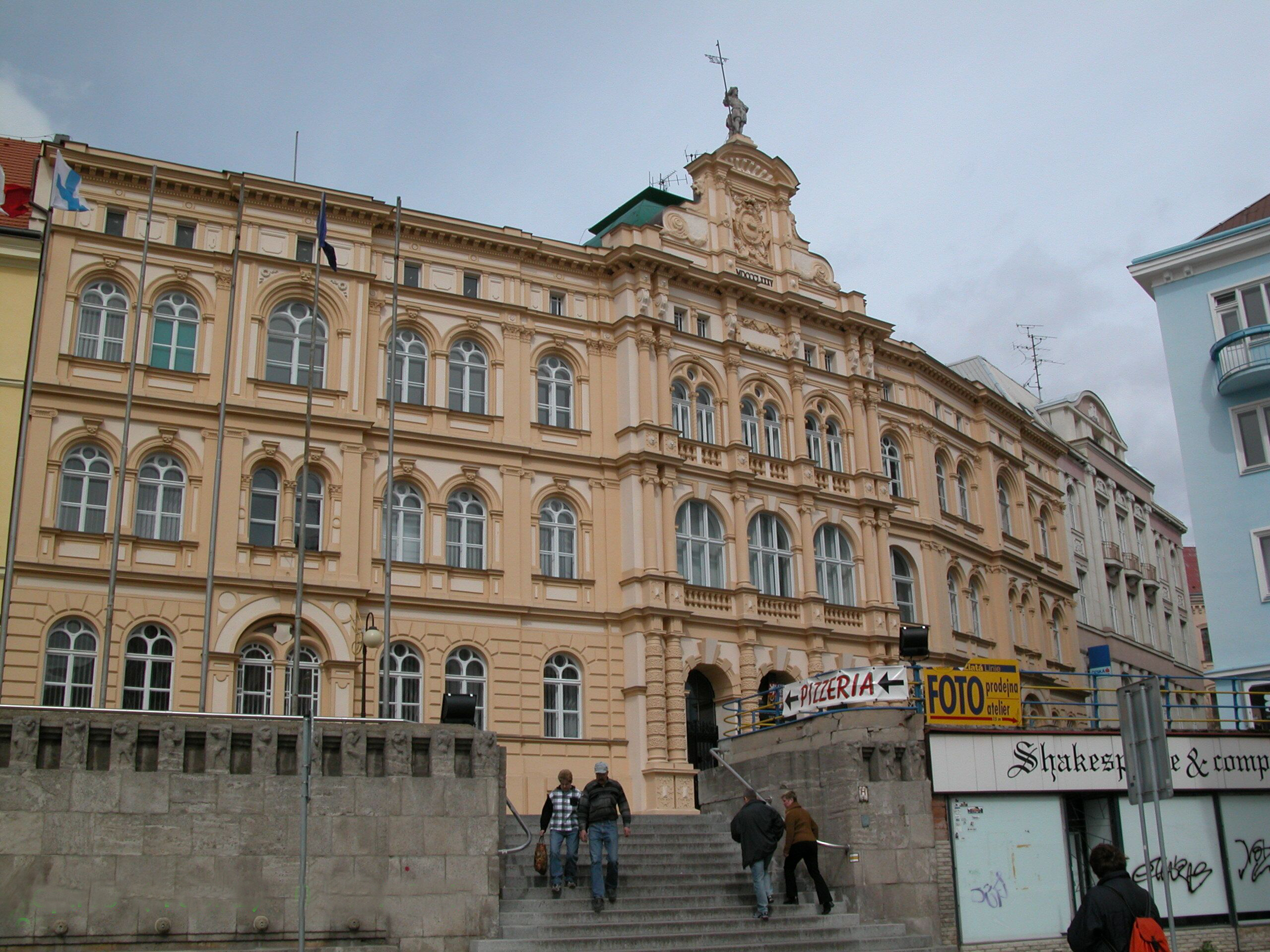
Nová radnice na fotografii z roku 2004
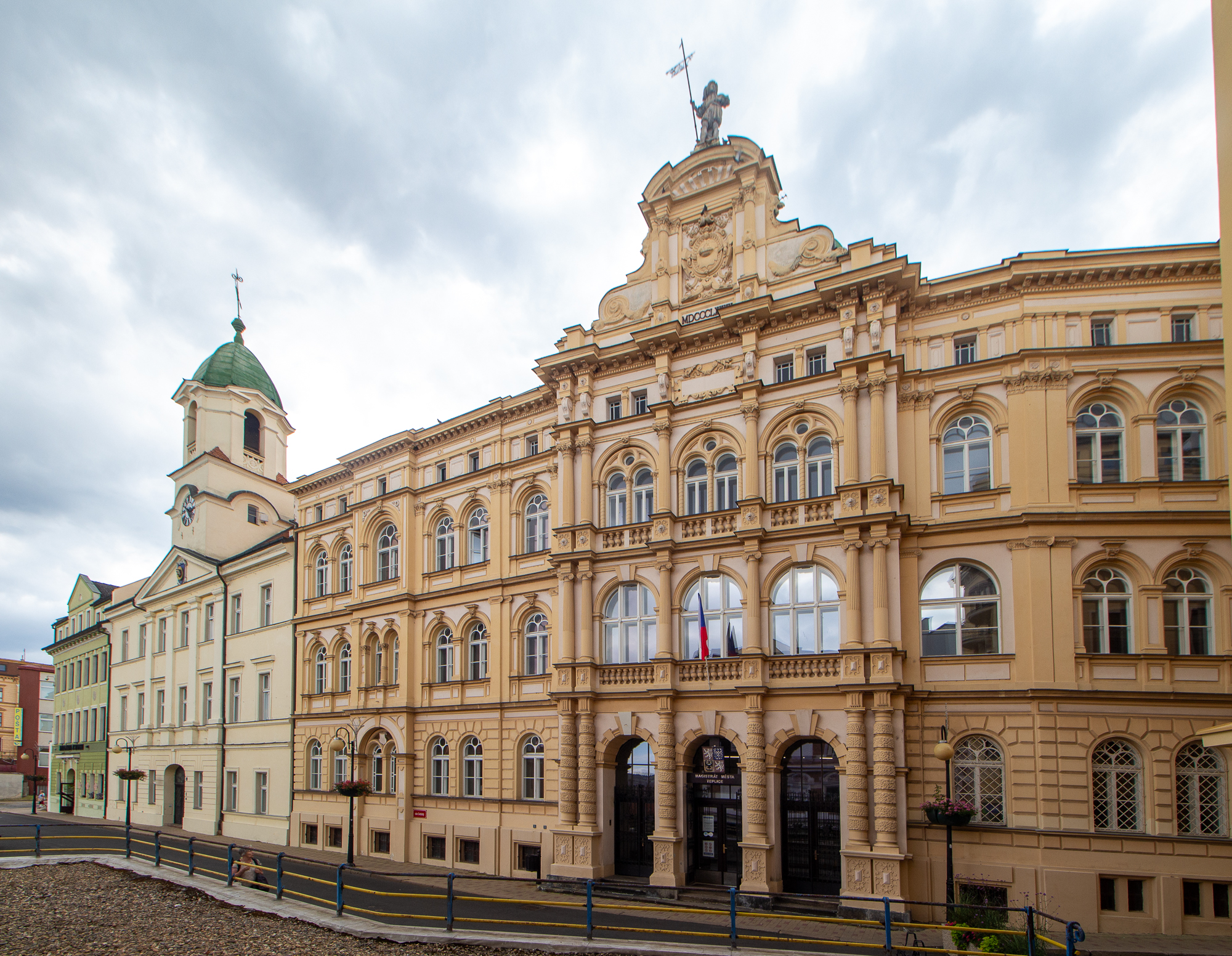
Nová a stará radnice
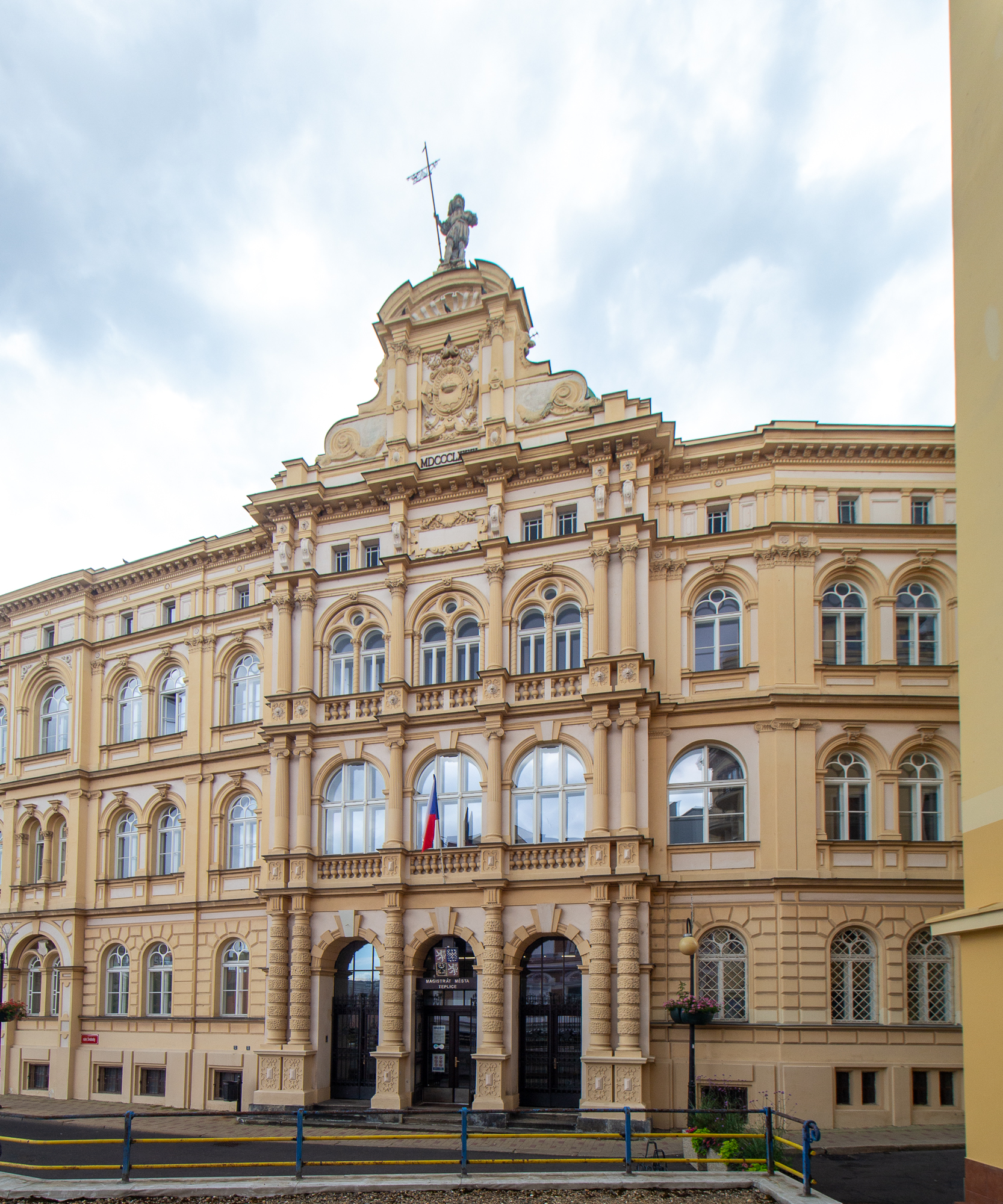
Centrální rizalit